# Stoneham (Kanada)
Stoneham – miasto w Kanadzie, w prowincji Quebec, w regionie Capitale-Nationale. Miasto położone jest nad Rzeką Świętego Wawrzyńca.
Liczba mieszkańców Stoneham wyniosła 7106 w roku 2011. Język francuski jest językiem ojczystym dla 98,1%, angielski dla 1,7% mieszkańców (2006)
W mieście rozgrywały się Mistrzostwa Świata w Snowboardzie 2013.
W Stoneham urodziła się Laurie Blouin, kanadyjska snowboardzistka, wicemistrzyni olimpijska.